# هوچوی انکاس
هوچوی انکاس (به اسپانیایی: Huch'uy Anqas) یک کوه در پرو است که در Peru, Huancavelica Region واقع شده‌است. هوچوی انکاس ۵٬۱۸۲ متر بالاتر از سطح دریا واقع شده‌است.